# Yanaoca
Yanaoca es una ciudad peruana, capital del distrito homónimo y de la provincia de Canas, ubicada en el departamento del Cuzco.

## Historia

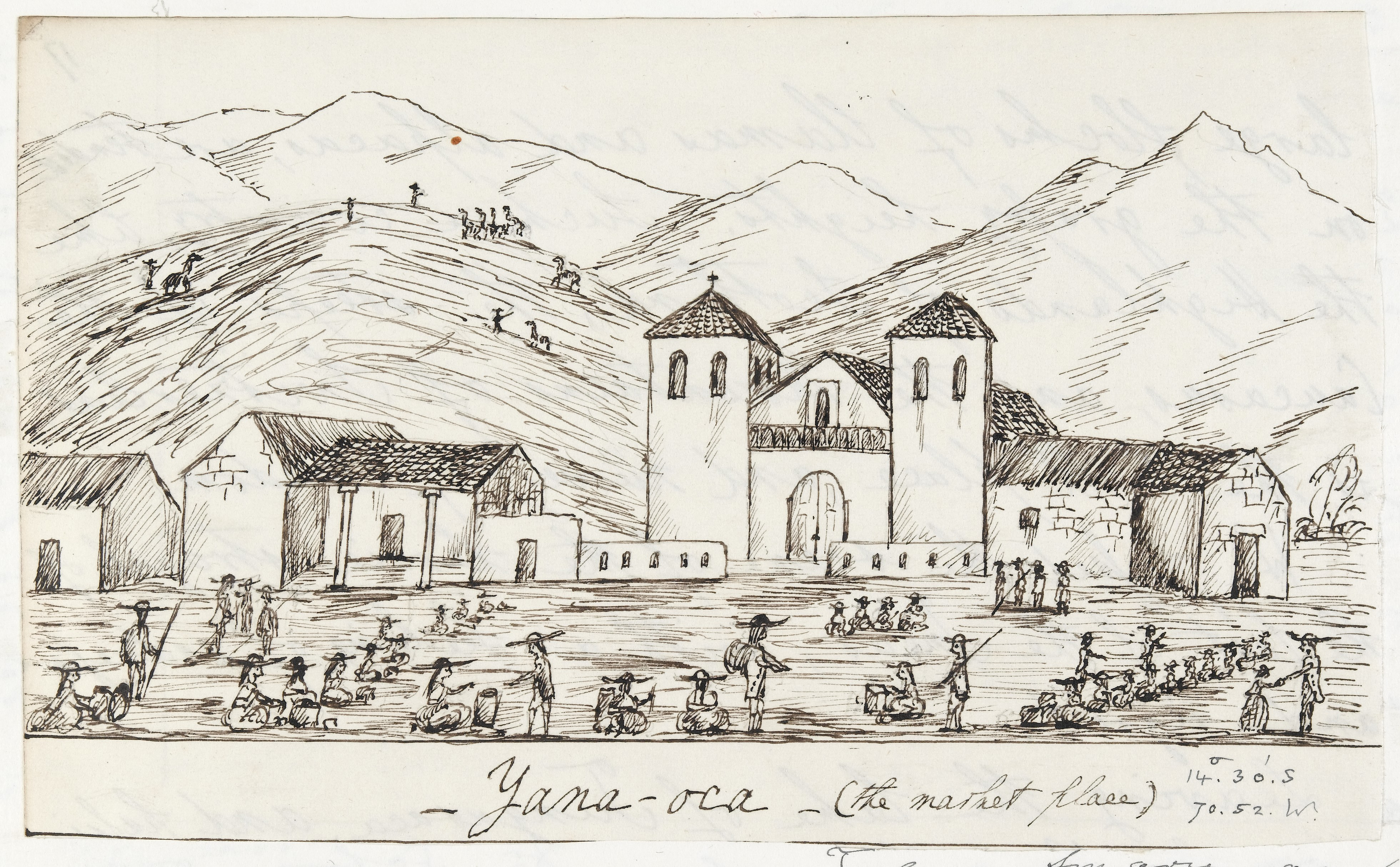
Esbozo de Yanaoca en un día de mercado en 1853 de Clements R. Markham.

En este poblado se dio inicio a la gran rebelión de Túpac Amaru II el 4 de noviembre de 1780, cuando sus hombres capturaron al corregidor español Antonio de Arriaga, quien era muy odiado por sus abusos contra los pobladores de las provincias de Canas y Canchis. Antes de ser capturado había participado de una comida organizada por el cura del pueblo Carlos Rodríguez para celebrar el cumpleaños del rey Carlos III de España.

## Localización
Se encuentra ubicada a tres horas del Cusco cerca de los 3.900 (m s. n. m.). Para llegar se toman unos ómnibus que salen todos los dias o vehículos que solo llegan hasta el distrito de Combapata, en la provincia de Canchis. De allí, por solo 3,50 soles, deben tomarse otro transporte para llegar a destino.

## Clima
| Parámetros climáticos promedio de Yanaoca | Parámetros climáticos promedio de Yanaoca | Parámetros climáticos promedio de Yanaoca | Parámetros climáticos promedio de Yanaoca | Parámetros climáticos promedio de Yanaoca | Parámetros climáticos promedio de Yanaoca | Parámetros climáticos promedio de Yanaoca | Parámetros climáticos promedio de Yanaoca | Parámetros climáticos promedio de Yanaoca | Parámetros climáticos promedio de Yanaoca | Parámetros climáticos promedio de Yanaoca | Parámetros climáticos promedio de Yanaoca | Parámetros climáticos promedio de Yanaoca | Parámetros climáticos promedio de Yanaoca |
| Mes                                       | Ene.                                      | Feb.                                      | Mar.                                      | Abr.                                      | May.                                      | Jun.                                      | Jul.                                      | Ago.                                      | Sep.                                      | Oct.                                      | Nov.                                      | Dic.                                      | Anual                                     |
| ----------------------------------------- | ----------------------------------------- | ----------------------------------------- | ----------------------------------------- | ----------------------------------------- | ----------------------------------------- | ----------------------------------------- | ----------------------------------------- | ----------------------------------------- | ----------------------------------------- | ----------------------------------------- | ----------------------------------------- | ----------------------------------------- | ----------------------------------------- |
| Temp. máx. media (°C)                     | 16.4                                      | 16                                        | 16                                        | 16.4                                      | 16.5                                      | 16                                        | 15.6                                      | 16.9                                      | 17.2                                      | 18.5                                      | 18.2                                      | 16.7                                      | 16.7                                      |
| Temp. media (°C)                          | 9.3                                       | 9.3                                       | 9.1                                       | 8.2                                       | 6.5                                       | 4.4                                       | 4                                         | 5.2                                       | 7.6                                       | 8.7                                       | 8.9                                       | 9.3                                       | 7.5                                       |
| Temp. mín. media (°C)                     | 2.2                                       | 2.6                                       | 2.2                                       | 0                                         | -3.4                                      | -7.2                                      | -7.6                                      | -6.4                                      | -2                                        | -1.1                                      | -0.4                                      | 1.9                                       | -1.6                                      |
| Fuente: climate-data.org                  |                                           |                                           |                                           |                                           |                                           |                                           |                                           |                                           |                                           |                                           |                                           |                                           |                                           |

## Vida económica y artesanal
Yanaoca es un pueblo hecho de adobe, que cuenta con electrificación y solo dos horas diarias de agua potable. Debido a las heladas se minó la producción agrícola y ganadera con la que subsiste su población. Sin embargo, sus más de 11.000 habitantes demuestran su capacidad  de emprendimiento, ya que en esta zona no solo se encuentran ganado y productos agrícolas. Los tejidos y textiles hechos a mano o con telares tradicionales son típicos del lugar.